# Family Circle Cup 2009
Il  Family Circle Cup 2009 è stato un torneo femminile di tennis giocato sulla terra verde. 
Si è giocato nel Family Circle Tennis Center di Charleston negli Stati Uniti.

## Partecipanti

### Teste di serie
| Giocatrice                 | Nazionalità     | Ranking* | Testa di serie |
| -------------------------- | --------------- | -------- | -------------- |
| Elena Dement'eva           | Russia          | 3        | 1              |
| Venus Williams             | Stati Uniti     | 5        | 2              |
| Vera Zvonarëva             | Russia          | 6        | 3              |
| Nadia Petrova              | Russia          | 10       | 4              |
| Caroline Wozniacki         | Danimarca       | 12       | 5              |
| Marion Bartoli             | Francia         | 13       | 6              |
| Dominika Cibulková         | Slovacchia      | 19       | 7              |
| Patty Schnyder             | Svizzera        | 17       | 8              |
| Aleksandra Wozniak         | Canada          | 29       | 9              |
| Peng Shuai                 | Cina            | 35       | 10             |
| Al'ona Bondarenko          | Ucraina         | 41       | 11             |
| Bethanie Mattek-Sands      | Stati Uniti     | 38       | 12             |
| Virginie Razzano           | Francia         | 42       | 13             |
| Ol'ga Govorcova            | Bielorussia     | 59       | 14             |
| Barbora Záhlavová-Strýcová | Repubblica Ceca | 68       | 15             |
| Sabine Lisicki             | Germania        | 63       | 16             |

- Ranking al 13 aprile 2009.

### Altre partecipanti
Giocatrici che hanno ricevuto una Wild card:
- Elena Dement'eva
- Mallory Cecil
- Anastasija Pivovarova
- Alexandra Stevenson

Giocatrici passate dalle qualificazioni:
- Shenay Perry
- Madison Brengle
- Angela Haynes
- Anastasija Sevastova
- Melanie Oudin
- Abigail Spears
- Marie-Ève Pelletier
- Lenka Wienerová

## Campioni

### Singolare
Sabine Lisicki ha battuto in finale  Caroline Wozniacki con il punteggio di 6–2, 6–4

### Doppio
Bethanie Mattek-Sands /  Nadia Petrova hanno battuto in finale  Līga Dekmeijere  /  Patty Schnyder con il punteggio di 6(5)–7, 6–2, [11–9]